# جاو يو
جاو يو (بالصينية: 高瑜) هي صحفية صينية، ولدت في 23 فبراير 1944 في تشونغتشينغ في الصين.